# 세종 1호
세종 1호는 최초의 대한민국산 디지털 컴퓨터이다. 한국과학기술연구원에서 미국 데이터 제너럴의 미니컴퓨터 노바 01을 개량하여 만들었다. 1972년 6월에 개발이 시작되었고, 완성된 것은 1973년 2월이다.
이 컴퓨터의 개발은 원래 PABX (사설 전자 교환기) 개발 계획에서 시작되었다. 당초에는 노바 01을 기반으로 시스템을 구축하려고 하였으나, 노바 01은 PABX에 필요한 시분할 처리 기능을 지원하지 못하였다. 세종 1호는 시분할 처리 기능을 지원하기 위해 개발되었다. 따라서 세종 1호는 일종의 노바 01 호환 기종으로서 노바 01하고 처리 용랑이나 명령어 집합 구조(ISA)가 똑같다. 그러나 설계가 독자적이었다는 점과 인텔의 1KB 디램을 채용하여 속도를 높였다는 점에서 평가받고 있다.

## 참고 문헌
- 서현진 (1997년). 《(처음 쓰는) 한국 컴퓨터사》. 전자신문사. 91-97쪽. ISBN 8985412159.